# Raka (Tíbet)
Raka es un pueblo del municipio de Dênggar en el condado de Saga, en la prefectura de Shigatse de la Región Autónoma del Tíbet de China. Se encuentra a lo largo de la carretera G219 cerca del cruce con la carretera S206 en dirección norte, en la carretera a Qierexiang, aproximadamente a 50 kilómetros al este de Saga, a una altitud de 5565 metros.
Históricamente se encontraba en la provincia de Ü-Tsang. Raka está muy bien comunicada, conectada por la carretera provincial 206 a Coqên  en el norte, a Saga en el suroeste y a Lhatse, Shigatse y Lhasa en el este. A varios kilómetros al este se encuentra el pueblo de Kyêrdo[4]. Un «enorme afluente» llamado Raka Tsanpo fluye en las cercanías y el lago salino Raka también se encuentra en las cercanías.

## Enlaces externois
- Esta obra contiene una traducción total derivada de «Raka, Tibet» de Wikipedia en inglés, concretamente de esta versión, publicada por sus editores bajo la Licencia de documentación libre de GNU y la Licencia Creative Commons Atribución-CompartirIgual 4.0 Internacional.

- Datos: Q7286527